# Важно је звати се Ернест
Важно је звати се Ернест, тривијална комедија за озбиљне људе (енгл. The Importance of Being Earnest) је драма Оскара Вајлда. Премијерно је изведена 14. фебруара 1895. године у Позоришту Сент Џејмс у Лондону. То је фарса у којој протагонисти баве измишљеним личностима како би избегли тешке друштвене обавезе. Радећи у оквиру друштвених конвенција касног викторијанског Лондона, главне теме драме су тривијалност с којом третирају озбиљне институције као што је брак, и сатира викторијанског морала. Неки савремени критичари хвале хумор драме као врхунац Вајлдове уметничке каријере, док су други опрезни због недостатка друштвене поруке. Фарса и духовит дијалог помогли су да Важно је звати се Ернест постане једна од најпопуларнијих драма. 
Успешна премијера била је врхунац Вајлдове каријере, али је и најавила његов пад. Маркиз од Квинсберија, чији је син лорд Алфред Даглас био Вајлдов љубавник, планирао је да баци на писца букет трулог поврћа и да прекине представу. Вајлд је за сазнао па је Квинсберију одбијен пријем. Њихова свађа дошла је до врхунца на суду, где је Вајлдова хомосексуалност откривена викторијанској јавности и он је осуђен на затворску казну. Упркос раном успеху представе, Вајлдова озлоглашеност је проузроковала да се представа откаже након 86 играња. Након пуштања из затвора, објавио је драму из егзила у Паризу, али није даље писао ни комична или драмска дела. 
Важно је звати се Ернест поново је извођена више пута од премијере. Три пута је адаптирана за истоимене филмове. У филму из 1952. године Идит Еванс репризирала је своју прослављену интерпретацију Леди Брекнел; у верзији из 1992. године Курт Бејкер користио је потпуно црну глумачку поставу; у верзији из 2002. године Оливер Паркер је уврстио нешто од Вајлдовог оригиналног материјала који је био избачени током припреме оригиналне сценске продукције. 

## Композиција
После успеха Вајлдових драма Лепеза госпође Виндермер и Жена без значаја, Вајлдови продуценти су га охрабривали да и даље пише за позориште. У јулу 1894. године, поменуо је идеју за Важно је звати се Ернест Џорџу Александру, глумцу у управнику Позоришта Сент Џејмс. Вајлд је провео лето са породицом у Вортингу, где је у августу и написао драму. Његова слава тада је била на врхунцу, а радни наслов драме Леди Лансинг користио је да избегне спекулације о њеном садржају. Многа имена и идеје у драми, позајмљена су од људи или места која је аутор познавао. На пример, Леди Квинсбери, мајка лорда Алфреда Дагласа је живела у Брекнелу. Вајлдови критичари се слажу се да је најважнији утицај на драму извршила фарса В. С. Гилберта из 1877. године Верени, од ког је Вајлд позајмио не само неколико инцидената, већ и „озбиљност тона коју Гилберт захтевао од својих глумаца“.
Вајлд је током наредних месеци континуирано ревидирао текст. Ниједна линија није остављена нетакнута и ревизија је оставила значајне последице.  Сос Елтис је описала Вајлдове ревизије као рафинирану уметност на делу. Најранији и најдужи руком написани нацрти драме су се заснивали на фарсичним инцидентима, играма речи, нонсенс дијалогом и конвенционалним комичним преокретима. Ревидирајући, "Вајлд је претворио стандардне бесмислице у више системске и раскалашене нелогичности која карактеришу Ернестов дијалог".  Ричард Елман тврди да је Вајлд постигао своју уметничку зрелост и да је писао сигурније и брже. 
Вајлд је оклевао око предаје сценарија Александару, бринући се да би могао бити неприкладан за Позориште Сент Џејмс, чији је типични репертоар био озбиљнији, и објаснио је да је написан као одговор на захтев за представу „без стварног озбиљног интереса“.  После неуспеха представе Гај Домвил Хенрија Џејмса, Александар је пристао да постави Вајлдов комад.  После рада са Вајлдом на сценским покретима са позориштем играчака, Александар је тражио од аутора да скрати представу са четири чина на три. Вајлд се сложио и искомбиновао елементе другог и трећег чина. Највећи рез је био уклањање лика господина Грибзбија, адвоката који долази из Лондона да ухапси грозног „Ернеста“ (тј. Џека) за неплаћене рачуне за ручкове. Верзија са четири чина први пут је пуштена у ББС радијској продукцији и још увек се изводи. Неки сматрају да је трочлана структура делотворнија и театрално звучнија у односу на проширено објављено издање. 

## Продукције

### Премијера
Представа је премијерно изведена у Позоришту Сент Џејмс на дан Светог Валентина 1895. године.  Било је хладно, али Вајлд је стигао обучен у "цветну трезвеност", носећи зелени каранфил.  Публика је, према једном извештају „обухватала многе значајне чланове друштва, бивше министре у кабинету и државне одборнике, као и глумце, писце, академике и ентузијасте“.  Алан Ајнсворт, који је играо Алџернона Монкрифа, присетио се у биографији Хескета Пирсона да "у мојој глумачкој каријери дугој педесет и три године, не сећам се већег тријумфа од те прве ноћи".  Ајнсворт је и сам био "ноншалантан и модеран", а Александар, који је играо Џека Вортинга "повучен". 
Глумци су били: 
- Џон Вортинг — Џорџ Александар
- Алџернон Монкриф — Алан Ајнсворт
- Велечасни Канон Чезебл — Х.Х. Винсент
- Мериман — Франк Диол
- Лејн — Ф. Кинси Пејл
- Леди Брекнел — Роуз Леклер
- Гвендолин Ферфакс — Ијрин Ванбро
- Сесили Кардју — Евелин Милард
- Госпођица Призма — гђа. Џорџа Канинга

Маркиз од Квинсберија, отац Вајлдовог љубавника лорда Алфреда Дагласа, (који је у то време био на одмору у Алжиру), планирао је да прекине представу бацајући букет трулог поврћа на писца када се он на крају представа поклонио публици. Вајлде и Александар су сазнали за план, а отказали Квинзберијеву карту и позвали полицајце да му забране улаз. Ипак, он је наставио да малтретира Вајлда који је на крају покренуо приватну парницу против племића због клевете, што је изазвало низ суђења која су завршена Вајлдовим затворањем због грубе непристојности. Александар је безуспешно покушао да спаси представу уклањајући Вајлдово име са реклама, али представа је морала да се откаже након само 86 извођења.
Оригинална продукција на Бродвеју имала је премијеру у Емпајер позоришту 22. априла 1895. године, али је отказана након саамо шеснаест представа. у глумачкој постави су били Вилијам Фавершам као Алџи, Хенри Милер као Џек, Вајола Ален као Гвендолин и Ајда Вернон као Леди Брекнел. Аустралијска премијера била је у Мелбурну 10. августа 1895. године, а главне улоге су тумачили Дион Бокико Јр. и Роберт Броу, а представа је имала велики успех. Вајлдов пад у Енглеској није утицао на популарност његових драма у Аустралији.

### Критички пријем
За разлику од тадашњег позоришта, лагана заплет драме Важно је звати се Ернест која се не бави се озбиљним друштвеним и политичким питањима, је разлог због чега су тадашњи рецензенти били опрезни. Иако несигурни у Вајлдову озбиљност као драматурга, препознали су дражесност, хумор и популарност представе код публике.  Џорџ Бернард Шо, на пример, написао је критику представе у Суботњем прегледу, тврдећи да би комедија требало да дотакне и забави „Идем у позориште да се забавим и смејем“.  Касније у писму је рекао, представа је, иако „изузетно смешна“, била Вајлдово „прво заиста бездушно дело“.  У Ворлду, Вилијам Арчер написао је да је уживао гледајући представу, али је открио да је празна: "Шта може јадни критичар да уради са представом која не поставља никакав принцип, било да је то уметност или морал, ствара сопствене каноне и конвенције, и није ништа друго до апсолутно намеран израз неодољиво духовите личности? " 
У Говорнику, А. Б. Вокли се дивио представи и био је један од ретких који је видео као врхунац Вајлдове драмске каријере. Негирао је да је термин "фарса" понижавајући или да му недостаје озбиљности и рекао: "Бесмислености су компактне, а боље бесмислености, мислим да наша позорница није видела."  Х. Џ. Велс је у непотписаном прегледу за Пал Мал Газет Ернеста назвао једном од најсвежијих комедија године, рекавши да је "шаљивије бављење позоришним конвенцијама тешко било замислити."  Такође је питао да ли ће људи у потпуности видети његову поруку, "... како ће озбиљни људи прихватити ову тривијалну комедију намењену њиховом учењу, остаје да се види. Без сумње озбиљно. " Представа је била толико лагана, да су је многи рецензенти упоредили са комичном опером, а не драмом. В. Х. Оден је назвао "чистом вербалном опером", а Тајмс је прокоментарисао, "Прича је готово превише глупа да би прошла без музике."  Мери Мекарти је, у књизи Знаменитости и спектакли (1959) и упркос томе што је представу сматрала крајње смешном, назвала "језивом идилом" и да је "поквареност херој и једини лик." 
Важно је звати се Ернест је Вајлдово најпопуларније дело и константо се изводи у позориштима. Макс Бирбом је назвао Вајлдову драму "најбоље, несумњиво његово дело ", рекавши да у осталим комедијама - Лепеза госпође Виндермер, Жена без значаја и Идеалан муж - заплет писан у стилу Викторијена Сардоа, неповезан са темом дела, док је у Ернесту прича је „растворена“ у форму представе.

### Поновна извођења
Поред  „Важно је звати се Ернест “, још три Вајлдове драме извођене су у Британији током ауторовог боравка у затвору и изгнанства, иако само са малим трупама на турнејама. Глумачка дружина А.Б. Тапинга је гостовала са Ернестом између октобра 1895. и марта 1899. године (њихов наступ у Краљевском позоришту Лимерик, у последњој недељи октобра 1895, био је готово сигурно прва продукција представе у Ирској). Дружина Елси Ланхам такође је била на турнеји са Ернестом између новембра 1899. и априла 1900. године.  Александар је поново изводио Ернеста у малом позоришту у Нотинг Хилу, ван Вест Енда 1901. додине.  Исте године изводео је дело на турнеји, играјући Џека Вортинга са глумачком поставом која је укључувала и младу Лилијан Брејтвајт као Сесили.  Представа се вратила на Вест Енд када је Александар најавио поновно извођење у Позоришту Сент Џејмс 1902. године.  Поновно извођење на Бродвеју било је 1902.  и затим 1910. године.  Обе продукција су трајале по шест недеља. 
Сабрано издање Вајлдових дела, објављено 1908, које је уредио Роберт Рос, помогло је да се врати углед аутора. Александар је поновио представу још једном у Позоришту Сент Џејмс 1909, када су он и Ајнсворт репризирали своје оригиналне улоге,  и одиграли 316 представа.  Макс Бирбом је рекао да је представа сигурно постала класик енглеског репертоара, и да је њен хумор био толико свеж тада као и када је написан, додајући да су глумци "изношени као и представа". 
За представу из 1913. године у истом позоришту, млади глумци Џералд Ејмс и А. Е. Метјуз играли су улоге Џека и Алџија.  Џон Деверел као Џек и Маргарет Скудамор као Леди Брекнел предводили су глумачку поставу у Краљевском позоришту Хејмаркет у представи из 1923. године.  Многа извођења у првим деценијама 20. века "садашњост" су третирали као текућу годину. Тек је током 1920-их успостављено ношење костима из 1890-их. Као што је критичар у Манчестер Гардијану рекао "тридесет година касније, човек почиње осећати да би Вајлда требало радити у костимима његовог периода - да његова духовитост данас треба ослонац атмосфере која му даје живот и истину ... Вајлдове блиставе и комплексне вербалне дражесности се разболе од шљокица и кратке сукње." 
У продукцији сер Најџела Плејфера из 1930. године у Позоришту Лирик на Хамерсмиту, Џон Гилгуд је играо Џека а Мејбел Тери-Луис Леди Брекнел. Гилгуд је глумио и у продукцији у Позоришту Глобе (сада Гилгуд) 1939. године, у представи којој су играли Идит Еванс као Леди Брекнел, Џојс Кери као Гвендолин, Анђела Бадли као Сесили и Маргарет Радерфорд као госпођица Призма. Тајмс је продукцију сматрао најбољом од оригинала и похвалио је верност Вајлдовој концепцији, њену "прозрачност и разиграност".Касније исте године Гилгуд је представио дело поново, са Џеком Хокинсом као Алџијем, Гвен Франгкон-Дејвис као Гвендолин и Пеги Ешкрофт као Сесили, са Еванс и Радерфордом у њиховим претходним улогама. Представа је играна још неколико сезона током и после Другог светског рата, са углавном истим главним глумцима. Током сезоне 1946. године на Хејмаркету, краљ и краљица присуствовали су перформансу,  који је, како је рекао новинар Џефри Виткрофт, дао комаду „коначно признање респектабилности“. Продукција је гостовала у Северној Америци, а успешно је постављена на Бродвеју 1947. године.
Како је Вајлдово дело почело поново да се чита и изводи, највише продукција добила је драма Важно је звати се Ернест.  На стогодишњицу драме новинар Марк Лосон описао је као "другу најпознатију и најцитирану драму на енглеском језику након Хамлета ". 
У глумачкој постави, продукције сер Питера Халл из 1982. године у Краљевском народном позоришту, учествовали су Џуди Денч као Леди Брекнел, Мартин Џарвис као Џек, Најџел Хаверс као Алџи, Зое Ванамејкер као Гвендолин и Ана Маси као госпођица Призма. Продукција Николаса Хајтнер 1993. године у Позоришту Алдвич са Меги Смит у главној улози, имала је повремене референце на наводни геј подтекст.
У Позориште Аби у Даблину је 2005. године продуцирало представу са потпуно мушком глумачком поставом; такође је један од ликова био Вајлд - представа се отвара с њим док пије у париском кафићу, сањајући о својој представи.  Позоришна кућа у Мелбурну уприличила је продукцију у децембру 2011. године са Џефријем Рашом у улози Леди Брекнел.
Позоришна удружење Раундабаут је 2011. године продуцирало представу на Брадвеју, засновну на продукцији са Стратфорд Шекспир Фестивала из 2009. године, у којој је био Брајан Бедфорд режисер и Леди Брекнел. Премијера је била је у Позоришту Американ Ерлајнса 13. јануара и представа се играла до 3. јула 2011. године. Играли су и Дејна Ајви као госпођица Призма, Пакстон Вајтхед као Канон Чезебл, Сантино Фонтана као Алџернон, Пол О’Брајан као Лејн, Шарлот Пери као Сесили, Дејвид Фур као Џек и Сара Топам као Гвендолин. Представа је номинована је за три награде Тони.
Драма је такође играна на међународном нивоу, у Сингапуру у октобру 2004. године у Британском позоришту,  а иста глумачка постава играла је представу у лондонском Позоришту Гринвич у априлу 2005. године. 
Представа је поново играна 2018. годину у режији је Мајкла Фентимена у Водвиљском театру у Лондону, у оквиру сезоне са четири Вајлдове драме у продукцији Доминика Драмгула. Представа је добила углавном негативне критике штампе. 

## Синопсис
Драма се дешава у "садашњости" (тј. 1895. години). 

### Чин I: Стан Алџернона Монкрифа у улици Полумесеца, у Лондону
Драма се отвара са Алџерноном Монкрифом, беспосленим младим господином, који је примио свог најбољег пријатеља Џека Вортинга (Ернеста). Ернест је дошао из села да запроси Алџернонову рођаку, Гвендолин Ферфакс. Алџернон одбија да пристане све док Ернест не објасни зашто на његовој табакери стоји натпис: "Од мале Сесили, са нежном љубављу драгом ујаку Џеку." „Ернест” је приморан да призна да живи двоструки живот. У селу он заузима озбиљан положај старатеља младе штићенице и богате наследнице Сесили Кардју, и познат по имену Џон (или Џек), који се претвара да мора да брине о млађем брату званом Ернест из Лондона. У међувремену, у граду он узима идентитет сладострасника Ернеста. Алџернон признаје сличну обману: претвара се да има болесног пријатеља по имену Банбери у селу, кога може "посетити" кад год жели да избегне нежељену социјалну обавезу. Џек одбија да каже Алџернону локацију свог сеоског имања. 
Гвендолин и њена изузетна мајка Леди Брекнел такође долазе у посету Алџернону, који одвлачи пажњу Леди Брекнел у другу собу, док Џек проси Гвендолин. Она прихвата, али чини се да га воли само због његовог имена Ернест. Џек у складу с тим решава да ће се преименовати у "Ернеста". Откривајући их у овој интимној размени Леди Брекнел испитује Џека као потенцијалног удварача. Ужаснута сазнањем да је усвојен након што је откривена као беба у торби на станици Викторија, она га одбија и забрањује даљи контакт са ћерком. Гвендолин успева тајно да му обећа своју вечну љубав. Док јој Џек даје своју адресу у селу, Алџернон је тајно бележи на манжетни рукава: Џеково откривање лепе и имућне младе штићенице мотивсало је његовог пријатеља да је упозна. 

### Чин I: Врт властелинског дома у Вултону
Сесили учи са својом гувернантом, госпођицом Призмом. Долази Алџернон, претварајући се да је Ернест Вортинг и ускоро шармира Сесили. Дуго фасцинирана досад одсутним братом ујака Џека, црном овцом породице, она се одмах заљубљује у Алџернона као Ернеста (име које јој је очигледно посебно драго). Стога и Алџернон планира да га свештеник др Чазбл, прекрсти у "Ернеста". Џек је одлучио напустити свој двоструки живот. Долази у пуној жалости и најављује смрт свог брата у Паризу од јаке прехладе, прича која је подривена Алџерноновим присуством у улози Ернеста. Тада долази Гвендолин која је побегла од куће. За време привременог одсуства двојице мушкараца, она упознаје Сесили, а свака жена огорчено изјављује да је она верена за "Ернеста". Када се Џек и Алџернон поново појаве, њихове обмане су откривене. 

### Чин III: Салон у властелинском дому, Вултон
Долазећи у потрагу за ћерком, леди Брекнел је запрепаштена обавештењем да су Алџернон и Сесили верили. Откривање Сесилиног богатства убрзо одагнава почетне сумње леди Брекнел око прикладности младе даме, али њен старатељ Џек забрањује веридбу: он ће пристати само ако леди Брекнел пристане на његову веридбу са Гвендолин - нешто што она одбије да учини. 
Застој је пробијен повратком госпођице Призме, коју леди Брекнел препознаје као особу која је пре 28 година радила у породици као дадиља, и која је одвела дечака у шетњу дечјим колицима и никад се није вратила. Изазвана, госпођица Призма објашњава да је одсутно ставила рукопис романа који је написала у дечија колица, а бебу у торбу, коју је оставила на станици Викторија. Џек доноси ту торбу, показујући да је он то изгубљено дете, и старији син покојне сестре леди Брекнел, а тиме и старији Алџернон брат. Како је тим стекао респектабилне рођаке, он је постаје прихватљива прилика за Гвендолин. 
Гвендолин, међутим, инсистира на томе да може да воли само мушкарца по имену Ернест. Леди Брекнел обавештава Џека да би као прворођени син добио име по свом оцу, генералу Монкрифу. Џек прегледа војне пописе и открива да је име његовог оца - и отуда његово право име - у ствари Ернест. Претварање је све време била стварност. Док се срећни парови грле - Џек и Гвендолин, Алџернон и Сесили, па чак и др Чезебел и госпођица Призма - леди Брекнел жали свог новопеченог рођака: "Мој нећаке, изгледа да показујеш знаке површности." "Напротив, тетка Огаста", он одговара, "сада сам први пут у животу схватам суштину: једино је важно бити Ернест (озбиљан)." 

## Ликови
- Џек Вортинг ( Ернест ), млади сеоски господин, заљубљен у Гвендолин Ферфакс.
- Алџернон Монкриф, млади господин из Лондона, нећак Леди Брекнел, заљубљен у Сесили Кардју .
- Гвендолин Ферфакс, млада дама, коју је волио Џек Вортинг.
- Леди Брекнел, дама из друштва, Гвендолина мајка.
- Сесили Кардју, млада дама, штићеник Џека Вортинга.
- Госпођице Призма, Сесилина гувернанта.
- Велечасни Канон Чезебл, свештеник Џекове жупе.
- Лејн, Алџернонов батлер.
- Мериман, Џеков слуга.

## Теме

### Тривијалност
Артур Ренсом описао је Ернеста ... као најтривијалнију од свих Вајлдових драма о друштву, и једину која производи "оно посебно усхићење духа по којем препознајемо лепо". "То је", написао је, "управо зато што је то константно тривијално да није ружно."  Елман каже да је Важно је звати се Ернест дотакнуо многих тема које је Вајлд градио од 1880-их - клонулост естетског става била је добро успостављена и Вајлд то узима као полазиште двоје протагониста. Док су се Саломе, Идеални муж и Слика Доријана Греја бавили са озбиљнијим преступима, порок у Ернесту представља Алџијева жудња за сендвичима од краставца. Вајлд је рекао Роберту Росу да је тема представе била „Да све тривијалне ствари у животу требамо третирати врло озбиљно, а све озбиљне животне ствари са искреном и промишљеном тривијалношћу.“  Тема је наговештена у ироничном наслову представе, а на „озбиљност“ се више пута алудира у дијалогу, каже Алџернон у II чину „треба бити озбиљан у нечему ако се жели забављати у животу“, али наставља да замера Џеку да је "озбиљан у свему". Уцењивање и корупција прогањали су двоструке животе Доријана Греја и сер Роберта Чилтерна (у "Идеални муж"), али у Ернесту је дволичност протагониста (Аџгерноново "банберовање" и Вортингов двоструки живот као Џек и Ернест) предузимана у више невине сврхе - у великој мери за избегавање непожељних социјалних обавеза.Иако се велики део тадашњег позоришта бавио озбиљним друштвеним и политичким питањима, Ернест се површно понаша према ничему. "Одбија да игра игру" других драматурга тог периода, на пример Бернарда Шоа, који су своје ликове користили да би подстакли публику на постизања идеала.

### Сатира друштва
Драма исмејава викторијанске традиције и друштвене обичаје, нарочито брак и потрагу за љубављу.  У викторијанско доба озбиљност се сматрала превладавајућом друштвеном вредношћу, која потиче од верских покушаја да се реформишу ниже класе, а која се током века проширила и на горњу класу. Сам наслов представе, са својим подругљивим парадоксом (озбиљни људи су зато што не виде тривијалне комедије), уводи тему, која се наставља у расправи у салону, „Да, али мораш бити озбиљан у вези тога. Мрзим људе који нису озбиљни у вези са јелом. То је тако плитко од њих ", каже Алџернон у 1. чину. Алузије су брзе и из различитих углова. 
Вајлд је успео и да се укључи и да се руга жанру, пружајући социјалне коментаре и нудећи реформу.  Мушкарци следе традиционалне женидбене обреде, при чему удварачи признају своје слабости својим будућим младама, али приче којима се оправдавају су смешне, а фарса је изграђена на апсурдној конфузији око књиге и детета.  Кад се Џек извини Гвендолин током своје просидбе, зато што није зао: 
ЏЕК: Гвендолин, страшно је за човека када изненада открије да је целог живота говорио искључиво истину. Можеш ли ми опростити?
ГВЕНДОЛИН: Могу. Зато што осећам да ћеш се сигурно променити.
Заузврат, и Гвендолин и Сесили имају идеал да се венчају са човеком по имену Ернест, тада популарним и угледним именом. Гвендолин, за разлику од методичке анализе њене мајке о подобности Џона Вортинга као мужа, сву своју веру ставља у хришћанско име, говорећи у 1. чину „Једино заиста сигурно име је Ернест“.  Ово је мишљење које Сесили дели у 2. чину: "Жалим сваку јадну удату жену чији се муж не зове Ернест"  и оне са огорчењем изјављују да су биле преварене када открију права имена мушкараца. 
Вајлд је у лику Леди Брекнел уметнички вешто отелотворио друштвенна правила и ритуале: водећи рачуна о свакој ситници, пажња коју је посветио детаљима њеног стилског израза омогућила је да произведе комичаан ефекат прећуткујући оно што заправо желли да каже. Насупрот њеном енциклопедијском знању о друштвеним разликама у именима лондонских улица, Џеково нејасно порекло суптилно је изражено. Он се брани се од њеног "Торба?" са појашњењем, "Брајтон линија". У то време станица Викторија састојала се од две одвојене, али суседне станице које су носиле исто име. На истоку је била ЛЦ&Д железница, на западу ЛБ&СЦР линија за Брајтон, која је ишла до Вортинга, модерног и скупог града у који је тада путовао господин који је пронашао бебу Џека (и по ком је Џек добио име). 

### Хомосексуални подтекст
Знанственици хомосексуализма тврдили су да су теме драме о дволичности и амбивалентности нераскидиво повезане са Вајлдовом хомосексуалношћу и да драма показује "трепереће присуство-одсуство ... хомосексуалне жеље". Поновно читајући драму након пуштања из затвора, Вајлд је рекао: „Драма је изванредна. Како сам се само играо са тим тигровим животом." Као што је један научник рекао, апсолутна потреба хомосексуалаца тог раздобља је „потреба за јавном маском која је фактор који доприноси сатири о друштвеном прерушавању“. 
Тврди се да је употреба имена Ернест можда била хомосексуална шала. Године 1892, три године пре него што је Вајлд написао драму, Џон Гамбрил Николсон објавио је књигу хомосексуалне поезије Љубав у озбиљности (Love in Earnest). Сонет Имена дечака садржи стих: „Иако Франк може да звони као сребрно звоно / А Сесил као нежна музика / Они не могу да направе чудо / /„ Само је Ернест запалио моје срце. “  Реч "озбиљно" такође је могла бити кодна реч за хомосексуалце, као у: "Да ли је озбиљан?", На исти начин као што су се  "Је ли он тако?" и "Да ли је музикалан?" користили. 
Сер Доналд Синден, глумац који је упознао двоје глумаца оригиналне представе (Ајрин Ванбруг и Алан Ајнесворта), и лорда Алфреда Дагласа, написао је Тимесу да оспорава сугестије да је "Ернест" има било какву сексуалну конотацију: 
 
Иако су имали довољно могућности, ни у једном тренутку нико од њих није ни наговестио да је "Ернест" синоним за хомосексуалце или да је "банберинг" можда подразумевао хомосексуални секс. Први пут кад сам то чуо било је 1980-их и одмах сам се посаветовао са сер Џоном Гилгудом чије је тумачење лика Џека Вортинга било легендарно и чије је знање о позоришту било енциклопедијско. Одговорио је својим звонким тоном: "Не-не! Глупост, апсолутна глупост: ја бих знао".  
Изнесене су и бројне теорије о Банберију и Банберингу, које се у представи користе као тајни двоструки живот. То је можда потиче од Хенрија Шерлија Банберија, хипохондријског познаника из Вајлдове младости.  Још једано тумачење, који је 1913. године изнео Алистер Кроули, који је познавао Вајлда, било је да је Банбери комбинована реч: да јсе Вајлд једном возио возом за Бенбери, тамо упознао једног ђака и договорио тајни састанак са њим у Санберију . 

## Банберинг
Банберинг је стратегија коју користе људи којима је потребан изговор за избегавање социјалних обавеза у свакодневном животу. Реч "банберинг" прво се појављује у I чину, када Алџернон објашњава да је измислио пријатеља, хроничног болесника по имену "Банбери", да би имао изговор за излазак из догађаја којима не жели да присуствује, посебно код тетке Огасте (Леди Брекнел). Алџернон и Џек користе ову методу да тајно посете своје љубавнице, Сесили и Гвендолин. 

## Драмска анализа

### Употреба језика
Иако је Вајлд дуго био познат по дијалогу и употреби језика, Раби (1988) тврди да је у Ернесту постигао јединство и мајсторство које је било неупоредиво са другим његовим драмама, осим можда са Саломе. Док његове раније комедије пате од неуједначености које су резултат тематског сукоба тривијалног и озбиљног, Ернест постиже савршен стил који омогућава разрешење.  Постоје три различита регистра која се могу открити у драми. Дандијска несигурност Џека и Алџернона, успостављена рано Алџерноновом разменом са слугом, показује темељно јединство упркос њиховим различитим ставовима. Изванредне изјаве Леди Брекнел једнако су запањујуће због њеног кориштења хиперболе и реторичке екстраваганције као и због њених дискутабилних мишљења. Супротно томе, говор др Чезебела и госпођице Призме одликују се „педантним поукама“ и „идиосинкратском диверзијом“. Поред тога, драма је пуна епиграма и парадокса. Макс Бирбом описао је то као да је „исклесани афоризми - духовитост која није повезана са акцијом или карактером“, од којих је пола туцета било највишег реда. 
Реченица леди Брекнел, "Торбица?", је једна од најинтригантнијих реченица у енглеској драми, која се тумачила у распону од невере или скандала до збуњености. Идит Еванс, и на позорници и у филму из 1952. године, гласно је изговарала реченицу у мешавини ужаса, неповерљивости и саучешћа.  Стокард Ченинг, у Позориштуу Гајети у Даблину 2010. године, изговарала је пригушио, по речима критичара, „ једва чујно„ торбом? “, након чега нагло прогута оштри уздах. Сигурно подцењивање, али са тако познатом драмом, препуном духовитости и афоризама, која има сопствени живот, мале ствари чине разлику. " 

### Карактеризација
Иако је Вајлд развио ликове које су до тада већ виђени - лорд кицош, моћни матријарх, жена с прошлошћу, пуританска млада дама - његов третман је суптилнији него у ранијим комедијама. На пример, Леди Брекнел, отелотворује угледно друштво више класе, али Елтис примећује како се њен развој „од познате охоле војвоткиње до ћудљивијег и узнемирујућег лика“ може пратити кроз Вајлдове ревизије драме. Двојицу младића, Вајлд представља не као стереотипне сценске „фрајере“, већ интелигентна бића која, како каже Џексон, „говоре попут свог творца у добро формираним комплетним реченицама и ретко користе сленг или помодне речи“. Др Чезебела и госпођицу Призму карактерише неколико лаганих детаља, старомодни ентузијазам и Канонова фасцинантна педантност, коју је Вајлд скратио током многих прерада текста. 

### Структура и жанр
Рансом тврди да се Вајлд ослободио напуштајући мелодраму, основну структуру која стоји у основи његових ранијих друштвених комедија, и засновајући причу у потпуности на вербалној концепцији Ернест / озбиљан. Ослобођен од потребе писања „ било које драме озбиљније од разговора“, Валд се сада могао у пунијој мери бавити досеткама, bons mots, епиграмима и духовитим одговорима и који заиста немају много везе са датим послом. 
О жанру драме Важно је звати се Ернест дубоко се расправљало и од стране научника и критичара који су смештали драму у широки спектар жанрова, од пародије до сатире. У својој критици Оскара Вајлда, Фостер тврди да драма ствара свет у којем су "стварне вредности обрнуте, разум и неразум су се заменили". Такође, Вајлдова употреба дијалога исмева више класе викторијанске Енглеске, што даје драми сатирични тон.  Рејнхарт даље тврди да је употреба лакрдијашког хумора за исмејавање виших слојева "одређује и као сатиру и као драму".

## Публикација

### Прво издање
Две последње Вајлдове комедије, Идеални муж и Важно је звати се Ернест, још увек су биле на сцени у Лондону у време његовог гоњења, али су убрзо отказане јер су детаљи његовог случаја постали јавни. Након две године затвора с тешким радом, Вајлд је отишао у изгнанство у Париз, болестан и депресиван, углед му је уништен у Енглеској. Године 1898, када нико није хтео, издавач Леонард Смитерс се договорио с Вајлдом о објављивању његове две последње драме. Вајлд се показао као марљив ревизор, слао је детаљна упутства о сцени, спискове ликова и презентацији књиге и инсистирао на томе да се изнутра репродукује позоришни програм из прве представе. Елман тврди да су то докази који приказују човека "који веома добро контролише и себе и драму".  Вајлдово име се није појавило на насловној страни, већ "Од аутора Лепеза госпође Виндермер".  Повратак на посао био је кратак, пошто је одбио да напише било шта друго, „Могу да пишем, али изгубио сам радост писања“. 
Прво издање драме (број 349 од 1.000) откривено унутар торбе у продавници Окфам у месту Нантвич у Чеширу 19. октобра 2007. године. Особље није могло да уђе у траг донатору. Продата је за 650 фунти. 

### Преводи
Популарност драме Важно је звати се Ернест значи да је преведена на многе језике, иако је хомофонска игра речи у наслову („ Ернест “, мушко име и „ озбиљно “, врлина постојаности и озбиљности) представља посебан проблем за преводиоце . Најлакши случај одговарајућег превода игре речи, који одржава његов смисао и значење, можда је био превод на немачки. Пошто су енглески и немачки уско повезани језици, немачки пружа еквивалентни придев ("ернст") и такође одговарајући мушки назив ("Ернст"). Значење и тенор речи су потпуно исти. Ипак, на немачком језику постоји много различитих наслова, који се углавном односе на структуру реченица. Две најчешће су "Bunbury oder ernst / Ernst sein ist alles" и "Bunbury oder ernst / Ernst sein ist alles".  У студији о италијанским преводима, Адријан Пабл је пронашао тринаест различитих верзија користећи осам наслова. Пошто је игра речи често јединствена за језик у питању, преводиоци су суочени са избором или остати верни оригиналу - у овом случају енглески придев и врлину озбиљан - или стварање сличне игре речи на свом језику. 
Преводиоци су користили четири главне стратегије. Прво оставља имена свих ликова непромењеним и у свом оригиналном правопису: тиме се име поштује и читаоци подсећају на оригиналну културну поставку, али живост игре речи се губи.  Ева Малаголи је комбиновала ове приступе користећи се енглеским хришћанским именима и придевом озбиљно, чувајући на тај начин игру речи и енглески карактер представе, али можда и оптерећујући италијанског читаоца.  Трећа група преводилаца заменила је Ернеста са именом које такође представља врлину на циљном језику, фаворизујући транспарентност читалаца у преводу због верности оригиналу. На пример, на италијанском језику ове верзије различито називају драму „L'importanza di essere Franco/Severo/Fedele,“, при чему су наведена имена представљају врлине искрености, поштења и оданости.  Француски нуди ближу игру речи: " Constant " је и име и квалитет постојаности, тако да је представа опште позната као De l'importance d'être Constant, мада је Жан Ануј превео драму под насловом: Il est important d'être Aimé ("Aimé " је име које такође значи "вољени").  Ови преводиоци се разликују у свом ставу према оригиналним енглеским почасним титулама, неки их мењају све или не, али већина оставља делимично комбинацију као надокнаду за губитак енглеског језика. Коначно, један превод је дао имену италијански додир и превео га као Ernesto ; ово је дело либерално мешало властите именице из оба језика. 

## Адаптације

### Филм
Поред неколико верзија „направљених за телевизију“, драма Важно је звати се Ернест адаптирана је за филмове на енглеском језику најмање три пута. Први филм је из 1952. године,и режирао га је и адаптирао сценарио Ентони Есквит, а глумили су Мајкл Денисон (Алџернон), Мајкл Редгрејв (Џек), Идит Еванс (Леди Брекнел), Дороти Тутин (Сесили), Џоан Гринвуд (Гвендолин) и Маргарет Радерфорд (госпођица Призма) и Мајлс Молесон (Канон Чезебл) .  Курт Бејкер је 1992. режирао верзију користећи потпуно црну глумачку поставу, са Дарил Кит Рочом као Џеком, Врен Т. Брауном као Алџернон, Ен Велдон као Леди Брекнел, Лани Чапман као Сесили, Крис Каловеј као Гвендолин, ККХ Поундер као госпођица Призма и Брок Петерс као доктор Чезебл, са радњом која се дешава у Сједињеним државама.  Оливер Паркер, енглески режисер који је претходно адаптирао "Идеалног мужа", снимио је филм 2002. године, са глумачким звездама Колин Ферт (Џек), Руперт Еверет (Алџи), Џуди Денч (Леди Брекнел), Рисе Видерспун (Сесили), Франсес О’Конор (Гвендолин), Ана Маси (госпођица Призма) и Том Вилкинсон (Канон Чезебл).  Паркерова адаптација је укључила и одважног адвоката господина Грибзбија који тражи "Ернеста" у Хертфордширу (лик који је присутан у Вајлдовом оригиналном нацрту, али је избачен по налогу првог продуцента представе).  Алџернона, такође, гони група поверилаца у првој сцени.

### Опере и мјузикли
Заљубљени Ернест је мјузикл уприличен 1960. године у позоришту Оф Бродвеј. Јапанска женска музичка позоришна трупа Такаразука ривју уприличила је овај мјузикл 2005. године у две продукције, једну са Месечевом трупом, а другу са Цветном трупом. 
Ерик Чисхолм је 1963. године компоновао оперу, користећи Вајлдов текст као либрето. 
Герд Натшински је 1964. године компоновао мјузикл Мој пријатељ Банбери заснованом на драми, који је 1964. премијерно приказан у Позоришту Метропол у Берлину. 
Џералд Бери је 2011. године написао оперу Важно је звати се Ернест коју су наручили Филхармонија из Лос Анђелеса и Барбикан центар из Лондона. Премијерно је изведена у Лос Анђелесу 2011. године. Оперу је изводила и Национална опера Лорејн у Нансију, у Француској 2013. године. 
Опера Одисеја из Бостона извела је 2017. године, потпуно инсценирану продукцију опере Мариа Кастелнуова-Тедеска Важно је звати се Ернест као део њихове серије Вајлдове ноћи опере, која је била сезонско истраживање оперских дела инспирисаних делима и светом Оскара Вајлда.  Опера за два клавира, удараљке и певаче компонована је 1961-1962. Чине је музички цитати на сваком кораку. Опера никада није објављена, али је изведена два пута: премијерно у Монте Карлу (1972 на италијанском) и у Ла Гвардији, у Њујорку (1975). Опера Одисеја успела је да добије рукопис из Конгресне библиотеке уз дозволу композиторове унуке.  Наакон што је продукције опере Одисеј у позоришту Вимберли и Калдервуд павиљону у Бостонском центру за уметност 17. и 18. марта, прихваћена са критиком,  Бостонски глоуб је изјавио: "Опера Одисеја препознаје Важност звати се Ернест". 

### Позоришни пастиш
Ирски глумци / писци Хелен Нортон и Џонатан Вајт су 2016. године написали комичну представу „ Пакао у торби“ која препричава причу из Ернеста са становишта ликова Канона Чезеблас и госпођице Призме, дајући им сопствену причу и приказујући шта се дешава са њима кад нису на позорници у Вајлдовој драми. 

### Радио и телевизија
Било је много радио верзија представе. ББС је 1925. године емитирао адаптацију са Хескет Пирсоном као Џеком Вортингом.  Даља емитовања драме уследила су током 1927. и 1936. године.  ББС Радио 4 је 1977. године, емитирао верзију представе у четири чина, са Фабијом Дрејк као Леди Брекнел, Ричардом Паском као Џеком, Џеремијем Клајдом као Алџијем, Морисом Денамом као Канон Чезеблом, Силвијом Колериџ као госпођица Призма, Барбара Ли-Хунт као Гвендолин и Прунелом Скејлс су као Сесили. Продукција је касније објављена на CD. 
У знак обележавања стогодишњице првог извођења представе, Радио 4 је емитирао нову адаптацију 13. фебруара 1995. године у режији Глин Дирмана, играли су Џуди Денч као Леди Брекнел, Мајкл Хордерн као Лејн, Мајкл Шин као Џек Вортинг, Мартин Клунс као Алџернон Монкриф, Џон Мофат као Канон Чезебл, Мириам Марголиес као госпођица Призма, Саманта Бонд као Гвендолин и Аманда Рут као Сесили. Продукција је касније издата на аудио касети. 
ББС Радио 3 је 13. децембра 2000. године емитирао нову адаптацију у режији Хаувард Дејвиса са Џералдин Мекеван у улози Леди Брекнел, Сајмон Расел Бил као Џек Вортинг, Џулијан Вадам као Алџернон Монкриф, Џефри Палмер као Канон Чезебл, Селиа Имри као госпођица Призма, Викторија Хамилтон као Гвендолин и Ема Филдинг као Сесили, уз музику коју је компоновао Доминик Малдони. Продукција је објављена на аудио касети. 
У телевизијској адаптацији из 1964. године глумили су Ијан Кармајкл, Патрик Мекни, Сузан Јорк, Фенела Филдинг, Памела Браун и Ајрин Хандл. 
У ББС телевизијском емитовању драме у емисији Предства месеца из 1974, глуме Корал Браун као Леди Брекнел, Мајкл Џејстон, Џулијан Холовеј, Џема Џонс и Селија Банерман.  Стјуарт Бурџ режирао је још једну адаптацију 1986. године са глумаачком поставом која укључује Џему Џонс, Алека Мекковен, Пола Мекгана и Џоун Плаурајт. 
Аустралијску ТВ је адаптиралла драму 1957. године . 

### Комерцијални снимци
Гилгудова изведба сачувана је на ЕМИ аудио снимку из 1952. године, који такође садржи и Идит Еванс као Леди Брекнел, Роланд Калвера (Алџи), Џин Кадел (госпођица Призма), Памелу Браун (Гвендолин) и Селију Џонсон (Сесили). 
Остали аудио снимци укључују верзију „Позоришта Мастерворкс“ из 1953, коју је режирала и приповедала Маргарет Вебстер, а глумачка екипа су Морис Еванс, Лусил Ватсон и Милдред Натвик ;  верзији радијског позоришта Калифорнија Артистс из 1989. у којој су играли Дан О’Херлихи, Џенет Нолан, Лес Тремејн и Ричард Ердман;  и верзију ЛА Позоришта Воркс која је објављена 2009. године, у којој су учествовали Чарлс Буш, Џејмс Марстерс и Андреа Бовен. 